# Malarstwo na szkle

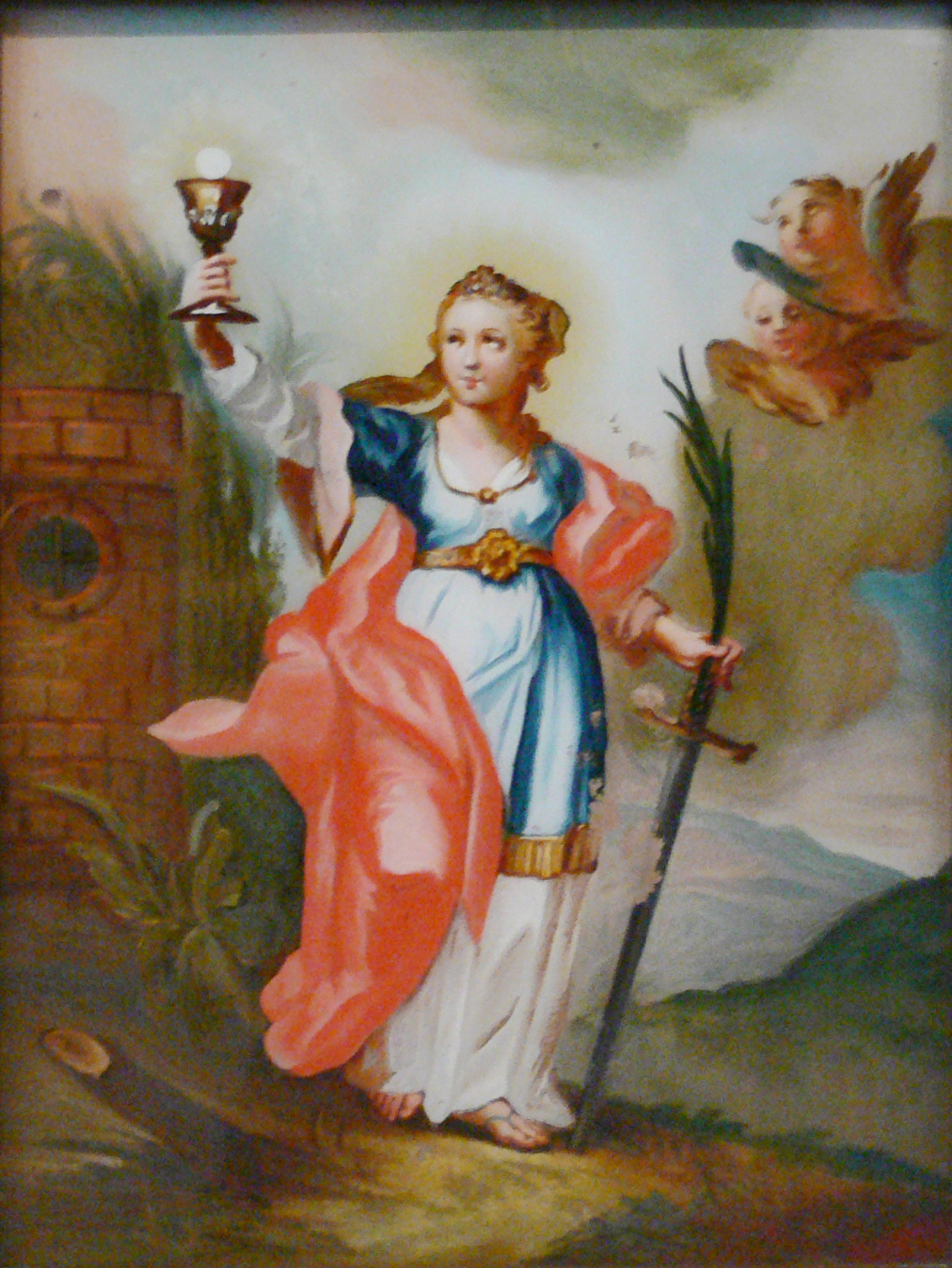
Obraz na szkle Święta Barbara

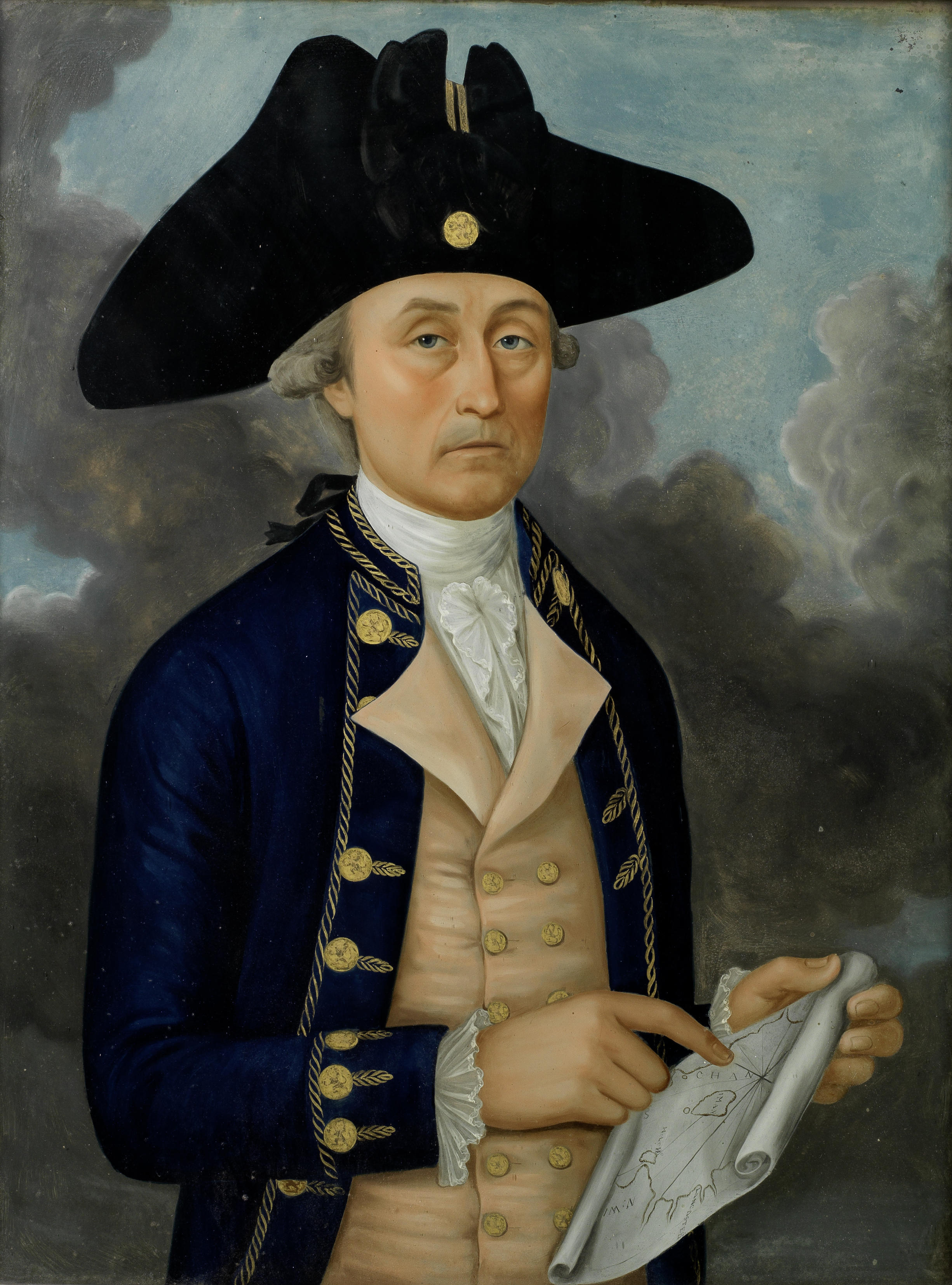
Obraz na szkle Portret kapitana Josepha Huddarta przypisywany chińskiemu autorowi

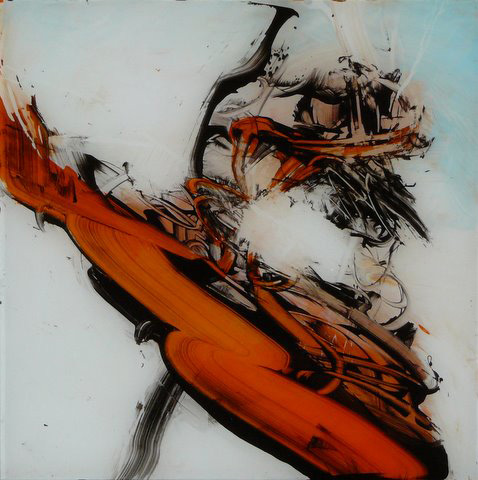
Abstrakcyjny obraz na szkle Niemki Reginy Reim

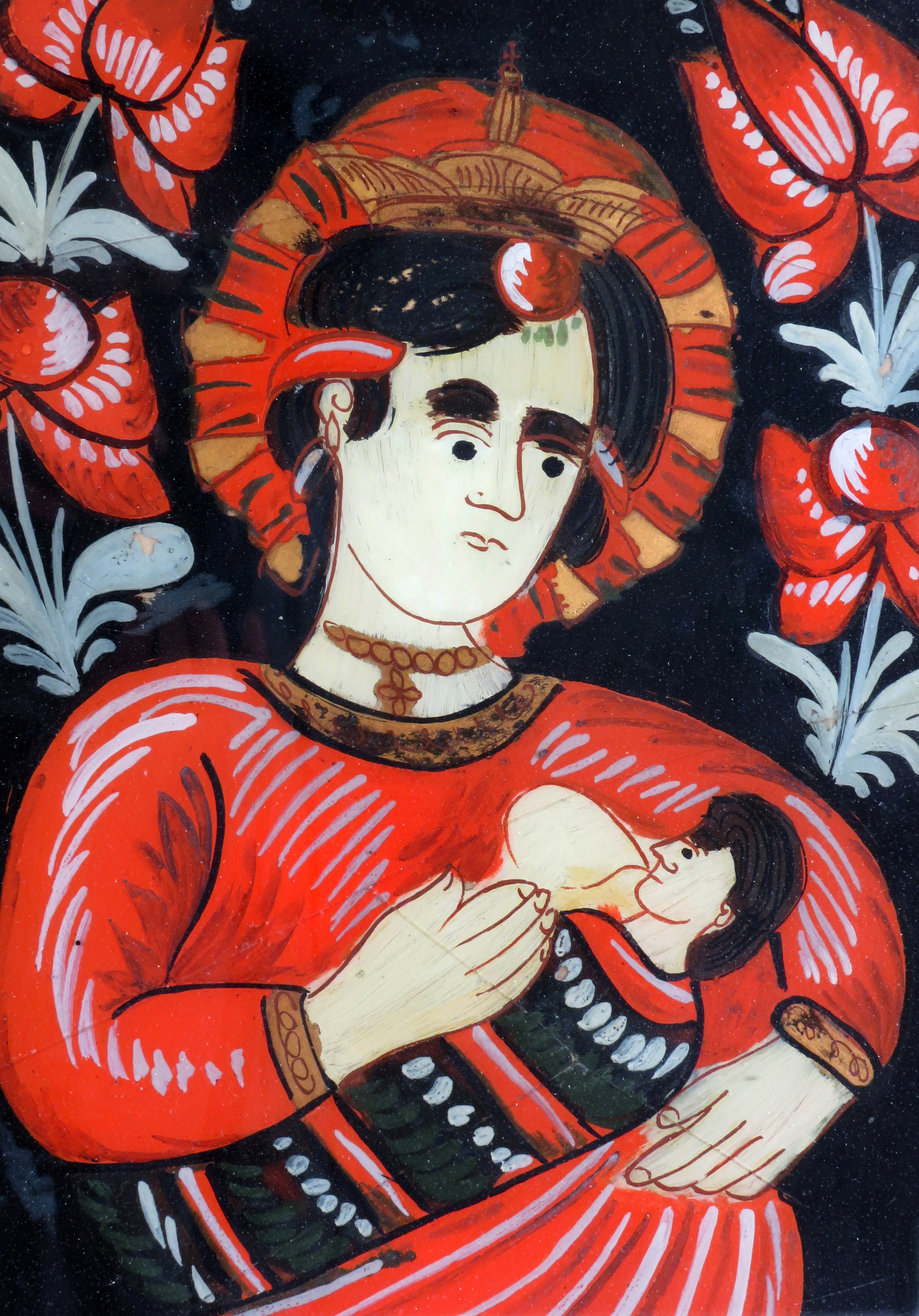
Przykład malarstwa ludowego na szkle. Kolekcja Państwowego Muzeum Etnograficznego w Warszawie.

Malarstwo na szkle – rodzaj malarstwa, gdzie obraz występuje po drugiej stronie szkła. Malowany bywa przeważnie farbami olejnymi lub wodnymi za pomocą pędzla i pióra. Farby temperowe były używane zazwyczaj przez malarzy ludowych.
Profesor Jan Hopliński ustalił następujące nazwy technik wykonywanych na szkle:
- witrochromia – najpierw maluje się wszystkie szczegóły (na przykład kontury), następnie laserunki, światła, na końcu kryjące ciemne partie oraz tło.
- howitrochromia – całą szybę pokrywa się białą lub barwną zaprawą za pomocą tupkowania farbą olejną. Po wyschnięciu farby wykonuje się rysunek przez wydrapywanie. Następnie zostaje on pokryty farbą innego koloru.
- foliochromia – na laserunkowo malowanym obrazie przykleja się jako tło płatki srebra lub metalu.
- folioryt – za pomocą werniksu, lakieru lub białka nakleja się na szybę pozłotę. Po wyschnięciu wydrapuje się rysunek, który pokrywa się kilkoma kolorami farby.

## Historia
Tradycja tworzenia barwnych zdobień na szkle sięga starożytności. Na ziemiach polskich malowane szkło upowszechniło się w średniowieczu i początkowo było obecne głównie w przestrzeniach kościołów. Barwiono wtedy szklane fragmenty relikwiarzy i ołtarzy. Kiedy w Europie w XVI wieku zaczęły powstawać huty szkła, dekorowane szkło jeszcze bardziej zyskało na popularności. Z czasem zaczęło się pojawiać w szpitalach i mniejszych wnętrzach i domach prywatnych. Doprowadziło to do powstania nowej gałęzi produkcji, tak zwanego malarstwa na szkle gabinetowego, które polegało na zamalowywaniu wybranych krążków okiennych. Dzięki temu, że okna nie były całkowicie zamalowywane, przepuszczały więcej świtała do pomieszczeń mieszkalnych i użytkowych. Początkowo malarze wzorowali się na witrażach kościelnych, z czasem wypracowali własne style i zaczęli używać różnych typów farb. Malarstwo gabinetowe zaczęło być stopniowo ulepszane, bardziej doświadczeni artyści pokrywali szyby naszkliwionymi farbami.
W średniowieczu największym ośrodkiem malarstwa na szkle był Kraków, ale sztuka ta z powodzeniem rozwijała się w innych częściach kraju, między innymi Poznaniu i Wilnie. Trudno ustalić, do jakiego cechu zaliczało się malarstwo na szkle – ludzi trudniących się takimi pracami określano na ogół malarzami szkła, szklarzami lub witrażystami (vitreator). W XVI i XVII wieku krakowscy malarze szkła w celu udoskonalaniu technik, posługiwali się zdobyczami z południowych Niemiec. Nie tylko malowali na szkle, ale również potrafili szkło zestawiać i wypalać. Witrażyści i malarze uwieczniali na szkle podobizny świętych, patronów kościoła oraz herby fundatorów. Szkło malowane przywożono do Polski również zza granicy (między innymi Niemiec, Wenecji i Flandrii), ale według danych rodzima produkcja zaspokajała potrzeby, dlatego były to znikome ilości. 
Choć już w XVIII wieku polskie wyroby ze szkła cechowały się wysokim poziomem artystycznym, to prawdziwy rozkwit sztuki zdobienia szkła nastąpił na początku XIX wieku stając się domeną zarówno kręgów mieszczańskich, jak i chłopskich. Szklane malowidła szczególnie popularne były wśród górali. Nierzadko do malowania wykorzystywano niewielkie i wadliwe tafle szkła będące produkcyjnymi odpadami z hut szkła. Popularne były wówczas nie tylko malowane krążki okienne z motywami sakralnymi, ale również naczynia – między innymi puchary, kubki i kufle (zwłaszcza szklanice cechowe zwane wilkomami). Do dziś barwne wilkomy krakowskie godnie reprezentują historię produkcji krakowskich malarzy na szkle. Większość szklanych dzieł z tamtego okresu nie przetrwała próby czasu W latach 60–70. XIX wieku, zmieniła się moda, gusta, dlatego dawne malarstwo na szkle zanikło. Zastąpiono je nowymi, realistycznymi obrazami. 
W XX wieku malarstwo na szkle powróciło, ponieważ zaczęli je praktykować artyści zainspirowani dawnymi sztukami. Przed wybuchem I wojny światowej podhalańskim malarstwem na szkle zainteresowali się formiści. Choć malarstwo z tamtego okresu stylistyką nawiązywało do dawnych obrazów, było wykonywane głównie na potrzeby miast, konkursów, wystaw. Eksponowało popularne w średniowieczu motywy (sakralne i ludowe) i pełniło zupełnie inną rolę niż w przeszłości. Informowało o tym, jak kiedyś przedstawiono postacie świętych. Przez to zdobione szkła kształtem, kolorystyką i tematyką przypominały eksponaty muzealne. Po wojnie reaktywacja malarstwa na szkle nastąpiła po utworzeniu Wydziału Sztuki Ludowej w nowo powstałym Ministerstwie Sztuki i Kultury. Wiele dzieł dawnego malarstwa na szkle znajduje się w zbiorach Muzeum Tatrzańskiego im. dra Tytusa Chałubińskiego w Zakopanem: tematyka ogromnej większości z nich jest religijna, a na pozostałych często powtarza się motyw zwany „przyjęciem Surowca”.  
Tradycja malowania na szkle jest obecna również w XXI wieku. Występuje pod wieloma postaciami, na przykład obramowanych tafli ze szkła przedstawiających tradycyjne motywy ludowe i sakralne, szkła artystycznego, czy sztuki współczesnej. Malowane wyroby ze szkła są nie tylko unikalnymi dziełami sztuki, ale również produktami seryjnymi i masowymi. Obecnie, ze względów praktycznych, często wykorzystuje się tworzywa sztuczne, najczęściej szkło akrylowe, które jest trwalsze i elastyczniejsze niż zwykłe szkło. W ten sposób powstają na przykład seryjne obrazy na szkle akrylowym wykorzystywane do dekoracji przestrzeni.